# Ayhan Akman
Ayhan Akman (né le 23 février 1977 à İnegöl, Bursa) est un footballeur turc qui évoluait autrefois au poste de milieu défensif au Galatasaray SK.

## Sa carrière

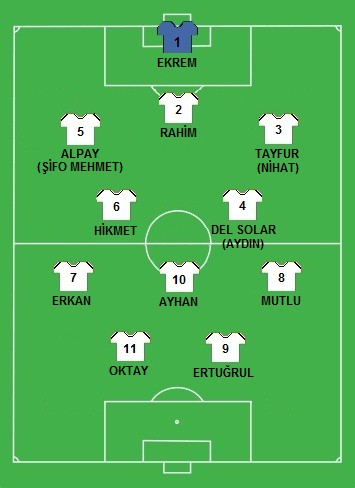
Répartition des joueurs de l'équipe Beşiktaş JK pendant la Coupe de Turquie de football de 1998.

À l'âge de 10 ans, Ayhan commence le football dans le club de İnegölspor. C'est à 16 ans qu'il fait ses débuts dans le monde professionnel toujours avec ce même club. Transféré à Gaziantepspor durant la saison 1994-1995, Ayhan évolue au poste de milieu en tant que meneur de jeu et restera dans le même club pendant 4 ans durant lesquels il joue 112 match et inscrit 23 buts.
À l'âge de 21 ans, Ayhan est transféré au Beşiktaş JK pour un montant record de 8 750 000 dollars. Il jouera 81 matchs et inscrira 19 buts mais ses blessures le pousseront à la sortie en 2001.
Transféré à la demande de Mircea Lucescu au club de Galatasaray, Ayhan évolue actuellement dans ce même club. Il jouera successivement au poste de meneur de jeu, milieu gauche, et enfin milieu défensif.
Il est actuellement titulaire régulier et deuxième capitaine de son équipe, derrière le jeune Arda Turan.
Il prend sa retraite le 12 mai 2012 après avoir fêté un 4e titre national.

## Palmarès
- Demi-finaliste de l'Euro 2008 avec l'équipe de Turquie

- Champion de Turquie :
  - 2001-2002 : Galatasaray SK
  - 2005-2006 : Galatasaray SK
  - 2007-2008 : Galatasaray SK
  - 2011-2012 : Galatasaray SK

- Vainqueur de la Coupe de Turquie :
  - 1998 : Beşiktaş JK
  - 2005 : Galatasaray SK

- Vainqueur de la Coupe Atatürk :
  - 2000-2001 : Beşiktaş JK

- Vainqueur de la Coupe du Président :
  - 1998 : Beşiktaş JK

- Vainqueur de la Supercoupe de Turquie :
  - 2007-2008 : Galatasaray SK